# Sűrűlevél
A sűrűlevél (Chiastophyllum oppositifolium) a kőtörőfű-virágúak (Saxifragales) rendjébe, ezen belül a varjúhájfélék (Crassulaceae) családjába és a fáskövirózsa-formák (Sempervivoideae) alcsaládjába tartozó faj.
Manapság nemzetségének az egyetlen faja, azonban korábban az Umbilicus-fajok közé volt besorolva, Umbilicus oppositifolius név alatt.

## Előfordulása
A sűrűlevél eredeti előfordulási területe a Kaukázus régió. Azonban az ember sikeresen betelepítette Ausztriába és a Brit-szigetre.